# Egger
Egger ist ein deutschsprachiger Familienname, der als Wohnstättenname in Österreich, der Schweiz und im Oberdeutschen verbreitet ist. Mit etwa 14.000 Namensträgern in Österreich und rund 15.000 in der Schweiz gehört der Name dort zu den häufigsten Namen.

## Varianten
- Egg, Eggers

sowie in zahlreichen Komposita wie:
- Aregger, Arnegger, Astegger, Bernegger, Heidegger, Hettegger, Langenegger, Niederegger, Rosegger, Sattlegger, Holderegger, Honegger (Honecker), Raunegger, Hirschegger, Scheidegger, Sonderegger, Emmenegger, Mühlegger oder Schwarzenegger, Steinegger, Scharfegger

## Namensträger

### A
- Adrian Egger (Geistlicher) (1868–1953), Dompropst in Brixen und Kunsthistoriker
- Adrian Egger (Bildhauer) (1908–1978), österreichischer Bildhauer
- Albert Egger (US-Unternehmer) (1911–2002), US-amerikanischer Unternehmer, Firmengründer und Wirtschaftsmanager
- Albin Egger-Lienz (1868–1926), österreichischer Maler
- Alexander Egger (Eishockeyspieler) (* 1979), italienischer Eishockeyspieler
- Alexander Egger (Fußballspieler) (* 1993), österreichischer Fußballspieler
- Alfons Egger (Musiker) (* 1947), österreichischer Violinist
- Alfons Egger (Künstler) (1952–2021), österreichischer Grafiker, Collagist und Installationskünstler
- Alfred Egger (1902–nach 1963), Schweizer Volkswirt und Autor
- Alois Egger (Generalsekretär) (1899–1993), Generalsekretär des Bayerischen Bauernverbandes
- Alois Egger (Politiker) (1905–1974), deutscher Politiker (CSU), Mitglied des Bayerischen Landtags
- Alois Egger (Architekt) (* 1922), Schweizer Architekt
- Alois von Egger-Möllwald (1829–1904), österreichischer Pädagoge, Germanist und Politiker
- Anna Egger, Geburtsname von Anna von Lucam (1840–1921), österreichische Sozialarbeiterin und Verbandsfunktionärin
- Anna Egger (Malerin) (1872–1966), Schweizer Vedutenmalerin
- Anna Egger, Pseudonym von Gertrud Fussenegger (1912–2009), österreichische Schriftstellerin
- Anna Egger (Ordensfrau), deutsche Ordensfrau der Missionarinnen Christi
- Anna Egger (Curlerin), österreichische Curlerin
- Anna Egger (Grafikerin) (* 1983), italienische Grafikerin und Illustratorin
- Anneliese Egger (* 1930), Schweizer Schauspielerin
- Anton Egger (* 1932), österreichischer Ökonom und Hochschullehrer
- Arthur Egger (1870–1928), Direktor der schweizerischen Automatengesellschaft
- August Egger (1875–1954), Schweizer Jurist, Richter und Hochschullehrer
- Augustin Egger (Politiker) (1830–1866), Schweizer Politiker
- Augustin Egger (Bischof) (auch Augustinus Egger; 1833–1906), Schweizer Geistlicher, Bischof von St. Gallen

### B
- Barbara Egger-Jenzer (* 1956), Schweizer Politikerin (SP)
- Béla Egger (1831–1910), ungarischer Industrieller
- Bernd Egger (* 1984), deutscher Synchronsprecher, Nachrichtensprecher und Schauspieler
- Bernhard Egger (Politiker, 1866) (1866–1950), österreichischer Politiker (GdP), Nationalratsmitglied
- Bernhard Egger (Theologe) (1916–2008), deutscher Theologe und Verleger
- Bernhard Egger (Politiker, II), österreichischer Politiker (RFJ)
- Berthold Egger (1852–1891), österreichischer Publizist
- Bertram Egger (* 1960), österreichischer Klarinettist, Komponist und Hochschullehrer
- Bettina Egger (* 1943), Schweizer Kunsttherapeutin
- Brandolf Egger (1674–1731), Schweizer Magistrat und Connaisseur

### C
- Carl Egger (Alpinist) (1872–1952), Schweizer Alpinist, Skiläufer, Maler und Schriftsteller
- Carl Borromäus Egger (1772), deutscher römisch-katholischer Geistlicher und Politiker
- Christian Egger (Künstler, 1937) (* 1937), Schweizer Maler
- Christian Egger (Künstler, 1976) (* 1976), österreichischer bildender Künstler, Musiker, Autor und Kritiker
- Christian Schmid-Egger (* 1962), deutscher Agraringenieur, Wildbienenexperte, Journalist, Medien- und Kommunikationstrainer
- Christoph Egger (* 1963), österreichischer Historiker

### D
- Daniela Egger (* 1967), österreichische Schriftstellerin
- David Egger (* 1936), US-amerikanischer Mediziner, siehe M. David Egger
- David Egger (Physiker) (* 1987), deutscher Physiker und Hochschullehrer
- David Egger-Kranzinger (* 1987), österreichischer Politiker (SPÖ)
- Dieter Egger (* 1969), österreichischer Politiker (FPÖ)

### E
- Edda Egger (1910–1993), österreichische Politikerin (ÖVP)
- Edeltraud Hanappi-Egger (* 1964), österreichische Wirtschaftswissenschaftlerin
- Eduard Egger (* 1970), österreichischer Politiker (FPÖ)
- Eli Egger (* 1995), österreichische Gleitschirmpilotin
- Emil von Egger (1864–1930), österreichischer Verwaltungsjurist (Bezirkshauptmann)
- Emil Egger (1912–2006), Schweizer Transportunternehmer
- Émile Egger (1813–1885), französischer Gräzist
- Erich Egger (* 1959), österreichischer Unternehmer und Funktionär
- Ernst Egger (1867–1944), österreichischer Industrieller
- Erwin Egger (1858–1915), Schweizer Ingenieur
- Esther Egger-Wyss (* 1952), Schweizer Politikerin (CVP)
- Eugen Egger (1920–2011), Schweizer Erziehungswissenschaftler, Bibliothekar und Hochschullehrer
- Eugen Ritter-Egger (1846–1916), Schweizer Bauingenieur
- Eva Egger, Geburtsname von Eva Janko, österreichische Leichtathletin

### F
- Ferdinand von Egger (1802–1860), österreichischer Industrieller
- Franz von Egger (1765–1851), österreichischer Jurist
- Franz Egger (Politiker) (1810–1877), österreichischer Politiker und Jurist
- Franz Egger (Bischof) (1836–1918), Fürstbischof von Brixen
- Franz Egger (Pfarrer) (1882–1945), deutscher Pfarrer
- Franz Egger (Regierungsrat) (1899–1971), Schweizer Politiker
- Franz Egger (Historiker) (* 1952), Schweizer Historiker
- Franz Johann Nepomuk Egger (1768–1836), österreichischer Bergbauunternehmer
- Friedrich Egger (1887–1955), deutscher Lebensmittelchemiker
- Fritz Egger (Mediziner) (1863–1938), Schweizer Internist und Neurologe
- Fritz Egger (Unternehmer) (1922–1982), österreichischer Unternehmer und Firmengründer
- Fritz Egger (Schauspieler) (* 1960), österreichischer Schauspieler und Kabarettist

### G
- Georg Egger (* 1995), deutscher Radrennfahrer
- Gerald Egger (* 1969), österreichischer Fußballspieler
- Gerd Egger (* 1943), deutscher Judoka
- Gerhard Egger (* 1949), österreichischer Liedermacher, Komponist und Autor
- Gerhart Egger (1916–1990), österreichischer Kunsthistoriker und Museumsdirektor
- Gottfried Egger (1830–1913), Schweizer Brauereiunternehmer
- Günter Egger (* 1956), österreichischer Maler und Grafiker
- Günther Egger (* 1966), österreichischer Fotograf

### H
- Hanna Egger (1942–2000), österreichische Kunsthistorikerin
- Hannah Egger (1881–1965), Schweizer Malerin, Grafikerin und Illustratorin
- Hanns Egger (* 1941), italienischer Jurist, Anwalt, Präsident der Freien Universität Bozen und Kulturfunktionär
- Hans Egger (1897–1934), österreichischer Maler, siehe Jean Egger (Maler)
- Hans Egger (Unternehmer) (1903–1973), Schweizer Bauunternehmer und Politiker
- Hans Egger (Johann Konstantin Egger; 1908–1989), Schweizer Maler, siehe Hansegger
- Hans Egger (Dirigent) (* 1930), österreichischer Kapellmeister und Komponist
- Hans Egger (Geologe) (* 1960), österreichischer Geologe
- Hans Egger (Skirennläufer) (* 1962), brasilianischer Skirennläufer
- Hans Egger-Schmuki (1910–2001), Schweizer Unternehmer
- Hans Schmid-Egger (1905–1994), deutscher Lehrer, Vertriebenenfunktionär (Ackermann-Gemeinde) und Publizist
- Hans Heinrich Egger (1922–2011), Schweizer Filmeditor
- Hartmut Egger (* 1974), deutscher Wirtschaftswissenschaftler und Hochschullehrer
- Hector Egger (1880–1956), Schweizer Architekt und Bauunternehmer
- Hedwig Egger-von Moos (1880–1965), Schweizer Geschäftsfrau und Lyrikerin
- Heinz Egger (* 1937), Schweizer Illustrator
- Herbert Egger (Künstler) (* 1961), österreichischer Maler, Bildhauer und Objektkünstler
- Herbert Egger (Mathematiker) (* vor 1982), österreichischer Mathematiker und Hochschullehrer
- Hermann Egger (Kunsthistoriker) (1874–1949), österreichischer Kunsthistoriker
- Hermann Egger (Politiker) (1900–??), österreichischer Politiker (WdU)
- Hermann Egger (Komponist) (1927–2018), österreichischer Pianist und Komponist
- Hermann Egger (Manager), österreichischer Hörfunkmanager
- Hermann Egger (Techniker) (* 1949), österreichischer Elektrotechniker und Industriemanager
- Hubert Egger (Skilangläufer) (1927–2014), deutscher Skilangläufer und Nordischer Kombinierer
- Hubert Egger (Architekt) (* 1946), Schweizer Architekt, Maler und Zeichner
- Hubert Egger (Medizintechniker) (* 1964), italienischer Medizintechniker
- Hubert Egger (Fußballspieler) (* 1973), österreichischer Fußballspieler
- Hugo Egger (1940–2012), österreichischer Unternehmer und Firmengründer

### I
- Ila Egger-Lienz (1912–2003), österreichische Schriftstellerin
- Inge Egger (1923–1976), österreichische Schauspielerin
- Irmgard Egger (1953–2015), österreichische Germanistin und Literaturwissenschaftlerin

### J
- Jakob Egger (1821–1904), Schweizer Pädagoge und Schulpolitiker
- Jean Egger (Maler) (Hans Egger; 1897–1934), österreichischer Maler
- Jean-Pierre Egger (* 1943), Schweizer Leichtathlet
- Johann Baptist Egger (1868–1925), österreichischer Philologe
- Johann Georg Egger (1804–1866), österreichischer Mediziner und Entomologe
- Johann Konstantin Egger (Hans Egger; 1908–1989), Schweizer Maler, siehe Hansegger
- Johanna Egger (* 1998), österreichische Schauspielerin und Singer-Songwriterin
- Jolanda Egger (* 1960), Schweizer Schauspielerin, Model und Automobilrennfahrerin
- Josef Egger (Historiker) (1839–1903), österreichischer Historiker
- Josef Egger (Schauspieler) (Joseph Egger; 1889–1966), österreichischer Schauspieler
- Josef Egger (Politiker, 1894) (1894–1958), österreichischer Politiker (ÖVP), Tiroler Landtagsabgeordneter
- Josef Egger (Politiker, II), österreichischer Politiker (ÖVP), Steirischer Landtagsabgeordneter
- Josef Egger (Politiker, 1913) (1913–1984), deutscher Unternehmer, Innungsfunktionär und Politiker, Mitglied des Bayerischen Senats
- Josef Egger (Politiker, 1959) (* 1959), österreichischer Politiker (NEOS)
- Josef W. Egger (* 1949), österreichischer Mediziner und Psychologe
- Joseph Egger (Meteorologe) (1939–2021), deutscher Meteorologe
- Joseph Egger (Mediziner, 1947) (auch Josef Egger; * 1947), italienischer Kinderneurologe
- Joseph Georg Egger (1824–1913), deutscher Mediziner, Geologe und Mikropaläontologe
- Jürgen Egger (1959–2009), deutscher Drehbuchautor und Regisseur

### K
- Karl Egger (1772–1849), deutscher Theologe, Hochschullehrer und Domdekan, siehe Carl Borromäus Egger
- Karl Egger (Diplomat) (1881–1950), Schweizer Diplomat
- Karl Egger (Geistlicher, 1885) (1885–1948), österreichischer Ordensgeistlicher, Feldkurat und Volksmissionär
- Karl Egger (Politiker), österreichischer Politiker (LBd)
- Karl Egger (Fußballspieler, I), österreichischer Fußballspieler
- Karl Egger (Geistlicher, 1914) (1914–2003), Südtiroler Priester und Latinist
- Karl Egger (Schauspieler) (* 1928/1929), österreichischer Schauspieler
- Karl Egger (Fußballspieler, 1938) (* 1938), österreichischer Fußballspieler
- Karl Egger (Unternehmer) (* 1941), deutscher Unternehmer
- Kurt Egger (SA-Mitglied) (1910–1945), deutscher SA-Führer
- Kurt Egger (Biologe) (1932–2012), deutscher Biologe und Hochschullehrer
- Kurt Egger (Sprachwissenschaftler) (* 1940), Südtiroler Kapuziner und Sprachwissenschaftler
- Kurt Egger (Politiker, 1956) (* 1956), Schweizer Politiker (GPS)
- Kurt Egger (Politiker, 1974) (* 1974), österreichischer Politiker (ÖVP), Abgeordneter zum Nationalrat
- Kurt Holder-Egger (1889–nach 1962), deutscher Gärtner, Gartenbaudirektor und Autor

### L
- Laura Egger (Schauspielerin) (* 1989), deutsche Schauspielerin
- Laura Egger (Eishockeyspielerin) (*  2000), deutsche Eishockeyspielerin
- Ludwig Egger (1859–nach 1902), österreichischer Lehrer und Schriftsteller
- Luis Egger (1921–1982), italienischer Attentäter

### M
- M. David Egger (Maurice David Egger; * 1936), US-amerikanischer Mediziner
- Magdalena Egger (* 2001), österreichische Skirennläuferin
- Marie von Egger (1851–1929), österreichische Schriftstellerin
- Markus Egger (Musiker), deutscher Sänger
- Markus Egger (Beachvolleyballspieler) (* 1975), Schweizer Beachvolleyballspieler
- Markus Egger (Rallyefahrer), österreichischer Rallyefahrer
- Markus Egger (Tennisspieler) (* 1983), österreichischer Tennisspieler
- Markus Egger (Fußballspieler) (* 1990), österreichischer Fußballspieler
- Martin Egger (1832–1898), österreichischer Jesuit, Physiker und Hochschullehrer
- Martin Egger (Politiker) (* 1964), Schweizer Politiker (GLP)
- Matthias Egger (Kirchenmusiker) (* 1982), Freisinger Dommusiker
- Matthias Egger (* 1957), Schweizer Mediziner, Epidemiologe und Hochschullehrer
- Max Egger (Komponist) (1863–1962), österreichischer Komponist
- Max Egger (Architekt) (um 1891–1957), Schweizer Architekt und Kantonsbaumeister
- Max Egger (Politiker) (1927–2019), Schweizer Politiker (CVP), Jurist und Schriftsteller
- Maximilian Egger (Eishockeyspieler, 1996) (* 1996), österreichischer Eishockeyspieler
- Maximilian Egger (Eishockeyspieler, 1997) (* 1997), österreichischer Eishockeyspieler
- Maximilian Thaddäus von Egger (1734–1805), österreichischer Unternehmer
- Mike Egger (* 1992), Schweizer Politiker
- Mirjana Spoljaric Egger (* 1972), Schweizer Diplomatin, IKRK-Präsidentin

### N
- Norbert Egger (Politiker) (* 1939), deutscher Jurist und Politiker (SPD), Bürgermeister von Mannheim
- Norbert Egger (Musiker) (* 1956), deutscher Musiker

### O
- Oskar Egger (1893–1961), deutscher Maler
- Oswald Egger (* 1963), Südtiroler Schriftsteller
- Oswald Holder-Egger (1851–1911), deutscher Mediävist und Paläograph
- Otto Egger (1933–2015), Schweizer Eishockeyspieler

### P
- Paul Egger (Pilot) (1916–2007), deutscher Pilot und Panzerkommandant
- Paul Müller-Egger (1885–1979), Schweizer Komponist
- Peter Egger (Politiker) (1809–1875), österreichischer Landwirt und Politiker
- Peter Egger (Alpinist) (1832–1881), Schweizer Alpinist
- Peter Egger (Theologe) (* 1948), Südtiroler Theologe, Philosoph und Autor
- Peter Egger (Verleger) (* 1953), Schweizer Pädagoge und Verleger
- Peter Egger (Ökonom) (* 1969), österreichischer Ökonom
- Peter Geiser-Egger (1902–1955), Schweizer Unternehmer und Verbandsfunktionär
- Philipp Emanuel Egger (* 1958), Schweizer Namensforscher

### R
- Rainer Egger (Historiker) (1935–2009), österreichischer Historiker
- Rainer Egger (Instrumentenbauer) (* 1947), Schweizer Musikinstrumentenbauer
- Rainer Egger (Schauspieler) (* 1960), österreichischer Schauspieler
- Ralf Egger (1938–2018), österreichischer Maler
- Regula Egger (* 1958), Schweizer Leichtathletin
- Reinhard Egger (Offizier) (1905–1987), österreichischer Oberstleutnant der Wehrmacht
- Reinhard Egger (Rennrodler) (* 1989), österreichischer Rennrodler
- Reinhold Egger (1907–2000), österreichischer Eishockeyspieler
- Reinhold Egger (Physiker) (* 1967), deutscher Physiker und Hochschullehrer
- Renate Egger (Politikerin) (* 1947), österreichische Politikerin (SPÖ)
- Renate Egger-Wenzel (* 1961), österreichische Theologin und Hochschullehrerin
- Rolf Egger (* 1938/1939), Maler und Grafiker
- Rosemarie Egger (* 1938), österreichische Lyrikerin, Schriftstellerin und Objektkünstlerin
- Rudolf Egger (Historiker) (1882–1969), österreichischer Althistoriker, Epigraphiker und Archäologe
- Rudolf Egger (Verleger) (1892–1969), Schweizer Drucker und Verleger
- Rudolf Egger (Maler, 1900) (1900–1971), deutscher Maler
- Rudolf Egger (General) (1941–2020), österreichischer Generalmajor
- Rudolf Egger (Maler, 1943) (* 1943), österreichischer Maler
- Rudolf Egger (Pädagoge) (* 1959), österreichischer Erziehungswissenschaftler
- Rudolf Egger-Büssing (1893–1962), deutscher Unternehmer

### S
- Sabine Egger (* 1977), österreichische Skifahrerin
- Siegfried Egger (* 1970), österreichischer Politiker (ÖVP), Landtagsabgeordneter in Tirol
- Sophie Egger-Looser (1879–1969), Schweizer Malerin und Grafikerin
- Stefan Egger (Fußballspieler) (* 1979), österreichischer Fußballspieler
- Stefanie Egger (* 1987), italienische Handballspielerin

### T
- Theodor Egger (1926–2007), deutscher Ingenieur, siehe Egger-Bahn
- Thomas Egger (Politiker, 1959) (* 1959), italienischer Unternehmer und Politiker
- Thomas Egger (Politiker, 1967) (* 1967), Schweizer Manager und Politiker (CSPO/CVP)
- Toni Egger (1926–1959), österreichischer Bergsteiger

### U
- Ueli Egger (* 1958), Schweizer Politiker (SP)
- Ulrich Egger (* 1959), italienischer Bildhauer und Fotograf
- Urs Egger (1953–2020), Schweizer Film- und Fernsehregisseur

### V
- Venanz Egger (* 1954), Schweizer Skilangläufer
- Veronica Egger (* vor 1969), deutsche Neurophysiologin und Hochschullehrerin

### W
- Walter Egger (Unternehmer) (1880–1959), Schweizer Textilfabrikant und Politiker
- Walter Egger (Journalist) (1895–1991), Schweizer Journalist und Politiker (FDP)
- Walter Egger (Moderator) (1948–2024), österreichischer Hörfunkmoderator, Pädagoge und Mundartautor
- Wilhelm Egger (Maler) (1792–1830), Schweizer Maler und Pädagoge
- Wilhelm Egger (1940–2008), italienischer Geistlicher, Bischof von Bozen-Brixen
- Wilhelm Egger-Sell (1878–1946), deutscher Schauspieler
- Willi Egger (Wilhelm Egger; 1932–2008), österreichischer Wintersportler
- Willy Egger (Wilhelm Egger; 1929–2005), österreichischer Filmproduzent
- Wolfgang Egger (* 1963), deutscher Autodesigner